# Iva Hercíková
Iva Hercíková (Pronunciación en checo: [ˈɪva ˈɦɛrtsiːkovaː]; 2 de noviembre de 1935 en Pardubice, Checoslovaquia –- 27 de enero de 2007, República Checa) fue una escritora checa, autora de novelas y guiones de película.

## Carrera profesional
Iva Hercíková, su apellido de soltera era Vodňanská, se graduó en Liberec. En 1954 estudió dramaturgia y teatro en DAMU, la Academia de Artes escénicas de Praga, graduándose en 1958. Se casó con su segundo marido, Jiří Robert Elige, en 1961.

## Emigración
En 1986, Hercíková emigró con su tercer marido a Alemania y en 1987 a los EE. UU. Se establecieron en Florida y más tarde en Manhattan, Nueva York. Conservó su nacionalidad checa.

## Revolución de terciopelo
Después de la Revolución de Terciopelo Hercíková pasó varios meses en Praga. Volvió a la República Checa en 2000, donde vivió hasta que se suicidó a la edad de 71.